# Águas Lindas de Goiás
Águas Lindas de Goiás is een gemeente in de Braziliaanse deelstaat Goiás. De gemeente telt  195.810 inwoners (schatting 2017).
De plaats ligt bij Staatspark do Descoberto.

## Aangrenzende gemeenten
De gemeente grenst aan Cocalzinho de Goiás, Padre Bernardo, Santo Antônio do Descoberto en Brasilia (DF) (Brazlândia en Ceilândia).

## Verkeer en vervoer
De plaats ligt aan de radiale snelweg BR-070 tussen Brasilia en Cáceres. Daarnaast ligt ze aan de weg GO-547.